# Gloeosoma punctipenne
Gloeosoma punctipenne is een keversoort uit de familie molmkogeltjes (Corylophidae). De wetenschappelijke naam van de soort werd in 1898 gepubliceerd door Edmund Reitter.